# برپاخیزان جهنم (فیلم ۲۰۲۲)
برپاخیزان جهنم یا هل‌ریزر (به انگلیسی: Hellraiser) یک فیلم ترسناک فراطبیعی آمریکایی به کارگردانی دیوید بروکنر با فیلمنامه ای از بن کالینز و لوک پیوتروسکی بر اساس داستانی از دیوید اس. گویر است. این فیلم به‌عنوان بازراه‌اندازی فیلم ۱۹۸۷ از کلایو بارکر با همین نام و یازدهمین قسمت کلیِ فرنچایزِ برپاخیزان جهنم، کاملاً به رمان اصلی بارکر پایبند است. اودسا آزیون و جیمی کلیتون بازیگران این فیلم هستند. این پروژه محصول مشترک گروه رسانه ای اسپای‌گلس و فنتوم فور فیلمز است.
برپاخیزان جهنم در ۲۸ سپتامبر ۲۰۲۲ در جشنوارهٔ فنتستیک فست نمایش داده شد و سپس در ۷ اکتبر به‌طور انحصاری در هولو منتشر شد.

## داستان
یک زن جوان با نیروهای سادیستی و فراطبیعی یک جعبه معمایی مرموز که مسئول ناپدید شدن برادرش است، روبرو می‌شود.

## بازیگران
- اودسا آزیون در نقش رایلی مک کندری، دختر جوانی که با اعتیاد شدید به مواد مخدر دست و پنجه نرم می‌کند.[۲]
- جیمی کلیتون در نقش کشیش، رهبر سنوبیت‌ها.[۳]
- آدام فیسون در نقش کالین، دوست‌پسر مت.
- درو استارکی در نقش ترور، دوست‌پسر رایلی که او را در یک برنامه دوازده‌قدمی ملاقات کرد.
- برندون فلین در نقش مت مک‌کندری، برادر جداشدهٔ رایلی.
- آئویف هیندز در نقش نورا، مت و هم‌اتاقی کالین.
- جیسون لیلز در نقش چترر، سنوبیتی که رایلی، تروور و کالین را تعقیب می‌کند.
- ینکا اولورونیف در نقش ویپر، یک سنوبیت.
- زاخاری هینگ در نقش آسفیکس، سنوبیت.
- سلینا لو در نقش گسپ، یک سنوبیت.
- کیت کلارک در نقش جوی کوسکونا، یک کارگر جنسی و یکی از قربانیان وویت.
- ووکاسین یووانوویچ در نقش ماسک، یک سنوبیت.
- گوران ویسنجیک در نقش رولاند وویت، یک تاجر کاریزماتیک.
- هیام عباس در نقش سرنا مناکر، وکیل وویت.

## انتشار
برپاخیزان جهنم در ۷ اکتبر ۲۰۲۲ به‌طور انحصاری در هولو به عنوان یک فیلم اصلی هولو منتشر شد.

## بازخورد
در وبگاه جمع‌آوری نقد راتن تومیتوز، ٪۶۸ از ۹۲ بررسی منتقدان مثبت است، و میانگینِ امتیاز آن ۶٫۳/۱۰ است. اجماع این وبگاه چنین می‌نویسد: «به عنوان هدیه‌ای برای طرفداران رنج‌کشیدهٔ این فرنچایز پس از چندین دنبالهٔ ضعیف، دیوید بروکنر در هل‌ریزر جعبهٔ پازل را برای بازگردانی این فرنچایز به مسیر درست باز می‌کند.» این فیلم در متاکریتیک که از میانگین وزنی استفاده می‌کند، بر اساس نظر ۲۲ منتقدین امتیاز ۵۶ از ۱۰۰ را کسب کرده که نشان‌گر «نقدهای مختلط یا متوسط» است.